# Coppa Agostoni 2014
La 68e édition de la Coppa Agostoni a eu lieu le 17 septembre 2014. La course fait partie du calendrier UCI Europe Tour 2014 en catégorie 1.1.

## Présentation

### Équipes
Classée en catégorie 1.1 de l'UCI Europe Tour, la Coppa Agostoni est par conséquent ouverte aux UCI ProTeams dans la limite de 50 % des équipes participantes, aux équipes continentales professionnelles, aux équipes continentales et aux équipes nationales.
Vingt-sept équipes participent à cette Coppa Agostoni - trois ProTeams, douze équipes continentales professionnelles, dix équipes continentales et deux équipes nationales :
| UCI ProTeams    | UCI ProTeams | UCI ProTeams |
| Nom de l'équipe | Pays         | Code         |
| --------------- | ------------ | ------------ |
| Astana          | Kazakhstan   | AST          |
| Cannondale      | Italie       | CAN          |
| Lampre-Merida   | Italie       | LAM          |

| Équipes nationales           | Équipes nationales | Équipes nationales |
| Nom de l'équipe              | Pays               | Code               |
| ---------------------------- | ------------------ | ------------------ |
| Équipe nationale d'Australie | Australie          | AUS                |
| Équipe nationale d'Italie    | Italie             | ITA                |

| Équipes continentales professionnelles | Équipes continentales professionnelles | Équipes continentales professionnelles |
| Nom de l'équipe                        | Pays                                   | Code                                   |
| -------------------------------------- | -------------------------------------- | -------------------------------------- |
| Androni Giocattoli-Venezuela           | Italie                                 | AND                                    |
| Bardiani CSF                           | Italie                                 | BAR                                    |
| Bretagne-Séché Environnement           | France                                 | BSE                                    |
| Caja Rural-Seguros RGA                 | Espagne                                | CJR                                    |
| CCC Polsat Polkowice                   | Pologne                                | CCC                                    |
| Colombia                               | Colombie                               | COL                                    |
| MTN-Qhubeka                            | Afrique du Sud                         | MTN                                    |
| Neri Sottoli                           | Italie                                 | NRI                                    |
| NetApp-Endura                          | Allemagne                              | TNE                                    |
| RusVelo                                | Russie                                 | RVL                                    |
| Topsport Vlaanderen-Baloise            | Belgique                               | TSV                                    |
| Wanty-Groupe Gobert                    | Belgique                               | WGG                                    |

| Équipes continentales  | Équipes continentales | Équipes continentales |
| Nom de l'équipe        | Pays                  | Code                  |
| ---------------------- | --------------------- | --------------------- |
| Amore & Vita-Selle SMP | Ukraine               | AMO                   |
| Area Zero              | Italie                | AZT                   |
| Idea                   | Italie                | IDE                   |
| Itera-Katusha          | Russie                | TIK                   |
| Marchiol Emisfero      | Italie                | MAE                   |
| Meridiana Kamen        | Croatie               | MKT                   |
| MG Kvis-Wilier         | Italie                | MGK                   |
| Nankang-Fondriest      | Italie                | CEF                   |
| Vega-Hotsand           | Italie                | VHS                   |
| Vini Fantini Nippo     | Japon                 | VFN                   |

## Classement final
|    | Coureur              | Pays     | Équipe                      |    | Temps           |
| -- | -------------------- | -------- | --------------------------- | -- | --------------- |
| 1  | Niccolò Bonifazio    | Italie   | Lampre-Merida               | en | 4 h 27 min 21 s |
| 2  | Grega Bole           | Slovénie | Vini Fantini Nippo          | +  | m.t             |
| 3  | Simone Ponzi         | Italie   | Neri Sottoli                |    | m.t             |
| 4  | Enrico Battaglin     | Italie   | Bardiani CSF                |    | m.t             |
| 5  | Andrea Fedi          | Italie   | Neri Sottoli                |    | m.t             |
| 6  | Andrea Piechele      | Italie   | Bardiani CSF                |    | m.t             |
| 7  | Sergueï Lagoutine    | Russie   | RusVelo                     |    | m.t             |
| 8  | Davide Mucelli       | Italie   | Meridiana Kamen             |    | m.t             |
| 9  | Miguel Ángel Rubiano | Colombie | Colombia                    |    | m.t             |
| 10 | Thomas Sprengers     | Belgique | Topsport Vlaanderen-Baloise |    | m.t             |

## Liste des participants
- Liste de départ complète

| Légende | Légende                                                                    | Légende | Légende                                                    |
| ------- | -------------------------------------------------------------------------- | ------- | ---------------------------------------------------------- |
| Num     | Dossard de départ porté par le coureur sur cette Coppa Agostoni            | Pos     | Position à l'arrivée de la course                          |
|         | Indique un maillot de champion national ou mondial, suivi de sa spécialité | NP      | Indique un coureur qui n'a pas pris le départ de la course |
| AB      | Indique un coureur qui n'a pas terminé la course                           | HD      | Indique un coureur qui a terminé la course hors des délais |

| Équipe nationale d'Italie ITA | Équipe nationale d'Italie ITA | Équipe nationale d'Italie ITA |
| ----------------------------- | ----------------------------- | ----------------------------- |
| Num                           | Coureur                       | Pos                           |
| 1                             | Giovanni Visconti (ITA)       | AB                            |
| 2                             | Luca Paolini (ITA)            | AB                            |
| 3                             | Iuri Filosi (ITA)             | AB                            |
| 4                             | Gianni Moscon (ITA)           | 38e                           |
| 5                             | Alessandro Tonelli (ITA)      | AB                            |
| 6                             | Simone Velasco (ITA)          | 31e                           |
| 7                             | Simone Andreetta (ITA)        | 56e                           |
| 8                             | Giacomo Nizzolo (ITA)         | 60e                           |

| Équipe nationale d'Australie AUS | Équipe nationale d'Australie AUS | Équipe nationale d'Australie AUS |
| -------------------------------- | -------------------------------- | -------------------------------- |
| Num                              | Coureur                          | Pos                              |
| 11                               | Robert Power (AUS)               | 37e                              |
| 12                               | Alexander Clements (AUS)         | AB                               |
| 13                               | Caleb Ewan (AUS)                 | NP                               |
| 14                               | Robert-Jon McCarthy (AUS)        | NP                               |
| 15                               | Jack Haig (AUS)                  | 28e                              |
| 16                               | Nick Schultz (AUS)               | AB                               |
| 17                               | Samuel Spokes (AUS)              | AB                               |
| 18                               | Harry Carpenter (AUS)            | AB                               |

| Astana AST | Astana AST                    | Astana AST |
| ---------- | ----------------------------- | ---------- |
| Num        | Coureur                       | Pos        |
| 21         | Vincenzo Nibali (ITA) (Route) | 45e        |
| 22         | Michele Scarponi (ITA)        | AB         |
| 23         | Aleksandr Dyachenko (KAZ)     | 44e        |
| 24         | Francesco Gavazzi (ITA)       | AB         |
| 25         | Paolo Tiralongo (ITA)         | 21e        |
| 26         | Arman Kamyshev (KAZ)          | AB         |
| 27         | Ruslan Tleubayev (KAZ)        | AB         |
| 28         | Alessandro Vanotti (ITA)      | AB         |

| Lampre-Merida LAM | Lampre-Merida LAM       | Lampre-Merida LAM |
| ----------------- | ----------------------- | ----------------- |
| Num               | Coureur                 | Pos               |
| 31                | Rui Costa (POR) (Route) | 42e               |
| 32                | Niccolò Bonifazio (ITA) | 1er               |
| 33                | Luca Dodi (ITA)         | 50e               |
| 34                | Davide Cimolai (ITA)    | AB                |
| 35                | Luca Wackermann (ITA)   | AB                |
| 36                | Sacha Modolo (ITA)      | AB                |
| 37                | Andrea Palini (ITA)     | AB                |
| 38                | Mattia Cattaneo (ITA)   | 61e               |

| Cannondale CAN | Cannondale CAN            | Cannondale CAN |
| -------------- | ------------------------- | -------------- |
| Num            | Coureur                   | Pos            |
| 41             | Ivan Basso (ITA)          | AB             |
| 42             | Peter Sagan (SVK) (Route) | AB             |
| 43             | Alberto Bettiol (ITA)     | AB             |
| 44             | Kristjan Koren (SLO)      | 11e            |
| 45             | Alan Marangoni (ITA)      | 46e            |
| 46             | Fabio Sabatini (ITA)      | AB             |
| 47             | Michel Koch (GER)         | AB             |
| 48             | Juraj Sagan (SVK)         | AB             |

| Androni Giocattoli-Venezuela AND | Androni Giocattoli-Venezuela AND | Androni Giocattoli-Venezuela AND |
| -------------------------------- | -------------------------------- | -------------------------------- |
| Num                              | Coureur                          | Pos                              |
| 51                               | Franco Pellizotti (ITA)          | 29e                              |
| 52                               | Manuel Belletti (ITA)            | AB                               |
| 53                               | Marcin Mrożek (POL)              | AB                               |
| 54                               | Diego Rosa (ITA)                 | 40e                              |
| 55                               | Emanuele Sella (ITA)             | AB                               |
| 56                               | Alessio Taliani (ITA)            | AB                               |
| 57                               | Gianfranco Zilioli (ITA)         | 57e                              |
| 58                               | Andrea Zordan (ITA)              | 47e                              |

| Neri Sottoli NRI | Neri Sottoli NRI        | Neri Sottoli NRI |
| ---------------- | ----------------------- | ---------------- |
| Num              | Coureur                 | Pos              |
| 61               | Francesco Failli (ITA)  | 51e              |
| 62               | Andrea Fedi (ITA)       | 5e               |
| 63               | Rafael Andriato (ITA)   | AB               |
| 64               | Jonathan Monsalve (VEN) | AB               |
| 65               | Simone Ponzi (ITA)      | 3e               |
| 66               | Giorgio Cecchinel (ITA) | AB               |
| 67               | Fabio Taborre (ITA)     | 22e              |
| 68               | Mirko Tedeschi (ITA)    | AB               |

| Bardiani CSF BAR | Bardiani CSF BAR                 | Bardiani CSF BAR |
| ---------------- | -------------------------------- | ---------------- |
| Num              | Coureur                          | Pos              |
| 71               | Enrico Battaglin (ITA)           | 4e               |
| 72               | Filippo Fortin (ITA)             | AB               |
| 73               | Stefano Pirazzi (ITA)            | AB               |
| 74               | Stefano Locatelli (ITA)          | AB               |
| 75               | Angelo Pagani (ITA)              | 49e              |
| 76               | Andrea Piechele (ITA)            | 6e               |
| 77               | Andrea Manfredi (ITA)            | AB               |
| 78               | Francesco Manuel Bongiorno (ITA) | 58e              |

| Colombia COL | Colombia COL                       | Colombia COL |
| ------------ | ---------------------------------- | ------------ |
| Num          | Coureur                            | Pos          |
| 81           | Robinson Chalapud (COL)            | AB           |
| 82           | Edward Díaz (COL)                  | AB           |
| 83           | Fabio Duarte (COL)                 | AB           |
| 84           | Jarlinson Pantano (COL)            | AB           |
| 85           | Carlos Quintero (COL)              | NP           |
| 86           | Rodolfo Torres (COL)               | AB           |
| 87           | Juan Pablo Valencia (COL)          | AB           |
| 88           | Miguel Ángel Rubiano (COL) (Route) | 9e           |

| RusVelo RVL | RusVelo RVL               | RusVelo RVL |
| ----------- | ------------------------- | ----------- |
| Num         | Coureur                   | Pos         |
| 91          | Ivan Balykin (RUS)        | AB          |
| 92          | Sergueï Klimov (RUS)      | AB          |
| 93          | Timofey Kritskiy (RUS)    | NP          |
| 94          | Sergueï Lagoutine (RUS)   | 7e          |
| 95          | Artem Ovechkin (RUS)      | 23e         |
| 96          | Sergey Pomoshnikov (RUS)  | 24e         |
| 97          | Andrey Solomennikov (RUS) | AB          |
| 98          | Ilnur Zakarin (RUS)       | 33e         |

| MTN-Qhubeka MTN | MTN-Qhubeka MTN          | MTN-Qhubeka MTN |
| --------------- | ------------------------ | --------------- |
| Num             | Coureur                  | Pos             |
| 101             | Songezo Jim (RSA)        | AB              |
| 102             | Nicolas Dougall (RSA)    | AB              |
| 103             | Fregalsi Debesay (ERI)   | AB              |
| 104             | Karel Hník (CZE)         | AB              |
| 105             | Adrien Niyonshuti (RWA)  | AB              |
| 106             | Dennis van Niekerk (RSA) | 30e             |
| 107             | Johann van Zyl (RSA)     | AB              |
| 108             | Martin Wesemann (RSA)    | AB              |

| Topsport Vlaanderen-Baloise TSV | Topsport Vlaanderen-Baloise TSV | Topsport Vlaanderen-Baloise TSV |
| ------------------------------- | ------------------------------- | ------------------------------- |
| Num                             | Coureur                         | Pos                             |
| 111                             | Tim Declercq (BEL)              | AB                              |
| 112                             | Kenny De Ketele (BEL)           | AB                              |
| 113                             | Sander Helven (BEL)             | AB                              |
| 114                             | Eliot Lietaer (BEL)             | AB                              |
| 115                             | Thomas Sprengers (BEL)          | 10e                             |
| 116                             | Preben Van Hecke (BEL)          | AB                              |
| 117                             | Arthur Vanoverberghe (BEL)      | AB                              |
| 118                             | Otto Vergaerde (BEL)            | AB                              |

| Caja Rural-Seguros RGA CJR | Caja Rural-Seguros RGA CJR    | Caja Rural-Seguros RGA CJR |
| -------------------------- | ----------------------------- | -------------------------- |
| Num                        | Coureur                       | Pos                        |
| 121                        | Davide Viganò (ITA)           | 32e                        |
| 122                        | Miguel Ángel Benito (ESP)     | AB                         |
| 123                        | Rubén Fernández Andújar (ESP) | 52e                        |
| 124                        | Heiner Parra (COL)            | AB                         |
| 125                        | Marcos García (ESP)           | AB                         |
| 126                        | Fernando Grijalba (ESP)       | AB                         |
| 127                        | Antonio Molina (ESP)          | AB                         |
| 128                        | Ángel Madrazo (ESP)           | 15e                        |

| Wanty-Groupe Gobert WGG | Wanty-Groupe Gobert WGG  | Wanty-Groupe Gobert WGG |
| ----------------------- | ------------------------ | ----------------------- |
| Num                     | Coureur                  | Pos                     |
| 131                     | Mirko Selvaggi (ITA)     | 12e                     |
| 132                     | Frederik Backaert (BEL)  | AB                      |
| 133                     | Jérôme Baugnies (BEL)    | AB                      |
| 134                     | Jérôme Gilbert (BEL)     | AB                      |
| 135                     | Michel Kreder (NED)      | 27e                     |
| 136                     | Marco Minnaard (NED)     | 48e                     |
| 137                     | Danilo Napolitano (ITA)  | AB                      |
| 138                     | Kevin Seeldraeyers (BEL) | 54e                     |

| CCC Polsat Polkowice CCC | CCC Polsat Polkowice CCC          | CCC Polsat Polkowice CCC |
| ------------------------ | --------------------------------- | ------------------------ |
| Num                      | Coureur                           | Pos                      |
| 141                      | Davide Rebellin (ITA)             | 36e                      |
| 142                      | Jarosław Marycz (POL)             | AB                       |
| 143                      | Bartłomiej Matysiak (POL) (Route) | AB                       |
| 144                      | Nikolay Mihaylov (BUL) (Route)    | AB                       |
| 145                      | Maciej Paterski (POL)             | 13e                      |
| 146                      | Marek Rutkiewicz (POL)            | AB                       |
| 147                      | Branislau Samoilau (BLR)          | 43e                      |
| 148                      | Mateusz Taciak (POL)              | AB                       |

| NetApp-Endura TNE | NetApp-Endura TNE       | NetApp-Endura TNE |
| ----------------- | ----------------------- | ----------------- |
| Num               | Coureur                 | Pos               |
| 151               | Cesare Benedetti (ITA)  | AB                |
| 152               | David de la Cruz (ESP)  | AB                |
| 153               | Bartosz Huzarski (POL)  | 20e               |
| 154               | Tiago Machado (POR)     | 35e               |
| 155               | Leopold König (CZE)     | AB                |
| 156               | Gregor Mühlberger (AUT) | AB                |
| 157               | José Mendes (POR)       | 55e               |
| 158               | Patrick Konrad (AUT)    | AB                |

| Bretagne-Séché Environnement BSE | Bretagne-Séché Environnement BSE | Bretagne-Séché Environnement BSE |
| -------------------------------- | -------------------------------- | -------------------------------- |
| Num                              | Coureur                          | Pos                              |
| 161                              | Jean-Marc Bideau (FRA)           | AB                               |
| 162                              | Anthony Delaplace (FRA)          | 16e                              |
| 163                              | Brice Feillu (FRA)               | AB                               |
| 164                              | Arnaud Gérard (FRA)              | AB                               |
| 165                              | Florian Guillou (FRA)            | AB                               |
| 166                              | Vegard Stake Laengen (NOR)       | 26e                              |
| 167                              | Kévin Ledanois (FRA)             | 17e                              |
| 168                              | Eduardo Sepúlveda (ARG)          | 41e                              |

| Itera-Katusha TIK | Itera-Katusha TIK         | Itera-Katusha TIK |
| ----------------- | ------------------------- | ----------------- |
| Num               | Coureur                   | Pos               |
| 171               | Ildar Arslanov (RUS)      | AB                |
| 172               | Alexander Foliforov (RUS) | AB                |
| 173               | Dmitrii Ignatiev (RUS)    | AB                |
| 174               | Aydar Zakarin (RUS)       | AB                |
| 175               | Maxim Pokidov (RUS)       | AB                |
| 176               | Maksim Razumov (RUS)      | AB                |
| 177               |                           |                   |
| 178               |                           |                   |

| Idea IDE | Idea IDE                 | Idea IDE |
| -------- | ------------------------ | -------- |
| Num      | Coureur                  | Pos      |
| 181      | Ricardo Pichetta (ITA)   | 62e      |
| 182      | Matteo Collodel (ITA)    | AB       |
| 183      | Fabio Gadda (ITA)        | AB       |
| 184      | Matteo Spreafico (ITA)   | AB       |
| 185      | Alessandro Pettiti (ITA) | AB       |
| 186      | Mirko Tedeschi (ITA)     | 53e      |
| 187      |                          |          |
| 188      |                          |          |

| Area Zero AZT | Area Zero AZT           | Area Zero AZT |
| ------------- | ----------------------- | ------------- |
| Num           | Coureur                 | Pos           |
| 191           | Fabio Chinello (ITA)    | AB            |
| 192           | Paolo Ciavatta (ITA)    | 59e           |
| 193           | Giovanni Carboni (ITA)  | AB            |
| 194           | Gianluca Leonardi (ITA) | AB            |
| 195           | Andrea Pasqualon (ITA)  | AB            |
| 196           | Simone Petilli (ITA)    | 18e           |
| 197           |                         |               |
| 198           |                         |               |

| MG Kvis-Wilier MGK | MG Kvis-Wilier MGK           | MG Kvis-Wilier MGK |
| ------------------ | ---------------------------- | ------------------ |
| Num                | Coureur                      | Pos                |
| 201                | Daniele Aldegheri (ITA)      | AB                 |
| 202                | Liam Bertazzo (ITA)          | AB                 |
| 203                | Matteo Busato (ITA)          | 19e                |
| 204                | Luca Chirico (ITA)           | AB                 |
| 205                | Christian Delle Stelle (ITA) | AB                 |
| 206                | Lorenzo Rota (ITA)           | 25e                |
| 207                |                              |                    |
| 208                |                              |                    |

| Vega-Hotsand VHS | Vega-Hotsand VHS              | Vega-Hotsand VHS |
| ---------------- | ----------------------------- | ---------------- |
| Num              | Coureur                       | Pos              |
| 211              | Gianni Franco D'Intino (ITA)  | AB               |
| 212              | Cesare Ciommi (ITA)           | AB               |
| 213              | Gian Marco Di Francesco (ITA) | AB               |
| 214              | Nicola Gaffurini (ITA)        | 14e              |
| 215              | Moreno Giampaolo (ITA)        | AB               |
| 216              | Sante Di Nizio (ITA)          | AB               |
| 217              |                               |                  |
| 218              |                               |                  |

| Nankang-Fondriest CEF | Nankang-Fondriest CEF  | Nankang-Fondriest CEF |
| --------------------- | ---------------------- | --------------------- |
| Num                   | Coureur                | Pos                   |
| 221                   | Filippo Baggio (ITA)   | AB                    |
| 222                   | Alfredo Balloni (ITA)  | AB                    |
| 223                   | Matteo Belli (ITA)     | AB                    |
| 224                   | Nicola Dal Santo (ITA) | AB                    |
| 225                   | Antonio Merolese (ITA) | AB                    |
| 226                   | Luca Taschin (ITA)     | AB                    |
| 227                   |                        |                       |
| 228                   |                        |                       |

| Marchiol Emisfero MAE | Marchiol Emisfero MAE             | Marchiol Emisfero MAE |
| --------------------- | --------------------------------- | --------------------- |
| Num                   | Coureur                           | Pos                   |
| 231                   | Simone Antonini (ITA)             | AB                    |
| 232                   | Alberto Cecchin (ITA)             | AB                    |
| 233                   | Marco Filisetti (ITA)             | AB                    |
| 234                   | Miloš Borisavljević (SRB) (Route) | AB                    |
| 235                   | Antonio Nibali (ITA)              | AB                    |
| 236                   | Andrea Zanardini (ITA)            | AB                    |
| 237                   |                                   |                       |
| 238                   |                                   |                       |

| Vini Fantini Nippo VFN | Vini Fantini Nippo VFN     | Vini Fantini Nippo VFN |
| ---------------------- | -------------------------- | ---------------------- |
| Num                    | Coureur                    | Pos                    |
| 241                    | Alessandro Bisolti (ITA)   | 39e                    |
| 242                    | Grega Bole (SLO)           | 2e                     |
| 243                    | Eduard-Michael Grosu (ROU) | AB                     |
| 244                    | Pierpaolo De Negri (ITA)   | AB                     |
| 245                    | Takashi Miyazawa (JPN)     | AB                     |
| 246                    | Willie Smit (RSA)          | AB                     |
| 247                    |                            |                        |
| 248                    |                            |                        |

| Amore & Vita-Selle SMP AMO | Amore & Vita-Selle SMP AMO | Amore & Vita-Selle SMP AMO |
| -------------------------- | -------------------------- | -------------------------- |
| Num                        | Coureur                    | Pos                        |
| 251                        | Antonio Di Battista (ITA)  | AB                         |
| 252                        |                            |                            |
| 253                        | Yukinori Hishinuma (JPN)   | AB                         |
| 254                        | Uri Martins (MEX)          | AB                         |
| 255                        | James Piccoli (CAN)        | AB                         |
| 256                        | Simone Stortoni (ITA)      | AB                         |
| 257                        |                            |                            |
| 258                        |                            |                            |

| Meridiana Kamen MKT | Meridiana Kamen MKT       | Meridiana Kamen MKT |
| ------------------- | ------------------------- | ------------------- |
| Num                 | Coureur                   | Pos                 |
| 261                 | Davide Mucelli (ITA)      | 8e                  |
| 262                 | Mateo Franković (CRO)     | AB                  |
| 263                 | Robert Jenko (SLO)        | AB                  |
| 264                 | Emanuel Kišerlovski (CRO) | AB                  |
| 265                 | Antonio Santoro (ITA)     | 34e                 |
| 266                 | Endi Širol (CRO)          | AB                  |
| 267                 |                           |                     |
| 268                 |                           |                     |